# Šapur I.
Šapur I. (ili Sapor), veliki kralj Perzije (240./242. – 270./272.). Konsolidirao je i proširio Novoperzijsko Carstvo Sasanida koje je osnovao njegov otac Ardašir I.

## Rat protiv Rima
Šapur je još za života svoga oca postao njegovim suvladarom. Nastavio je poslije njegove smrti rat protiv Rimskoga Carstva. Perzijske su trupe osvojile Mezopotamiju i prodrle duboko u Siriju. Tamo ih je međutim kod Resaine godine 243. porazio Timesitej, šogor tadašnjega rimskog cara Gordijana III. (238. – 244.) nakon čega su se prema rimskim izvorima Perzijanci brzo povukli. Gordijan je ubrzo ubijen, a novi je car Filip Arapin (244. – 249.) sklopio s Perzijancima za njih prilično povoljan mir.
No perzijski izvori (trojezični Šapurov natpis na stijeni), ali i kasniji bizantski izvori izvješćuju o tome nešto drugačije. Prema njima su Rimljani teško poraženi u bitci kod Misika, a Gordijan nije ubijen nego je poginuo u toj bitki. Povijesna znanost danas je sklonija tom gledištu pri čemu valja napomenuti da Gordijan nije poginuo u bitci nego je umro na povratku, vjerojatno od ozljede.
Nakon smrti cara Decija godine 251. u Carstvu su izbili nemiri što je Šapur iskoristio za novi vojni pohod protiv Rima. Perzijanci su provalili u rimske provincije Siriju, Kapadokiju i Armeniju te do 260. osvojili ili opljačkali mnoge tamošnje gradove, među ostalima i Antiohiju. Novi car Valerijan krenuo je s jakom vojskom protiv Perzijanaca, ali ga je godine 260. u bitki Edese Šapurova vojska teško porazila pri čemu je sam Valerijan doživotno pao u perzijsko zarobljeništvo što je za Rimljane bilo osobito sramotno. Šapur je te svoje vojne uspjehe dao ovjekovječiti u više reljefa te u trojezičnom natpisu kod Nakš-e Rustama, takozvanom res gestae divi Saporis.
U trećem vojnom pohodu, kad smo krenuli protiv Karrhaia i Edese marširao je protiv nas car Valerijan i s njim je bila vojska od 70 000 ljudi. I s druge strane Karrhaia i Edese odvijala se s carem Valerijanom velika bitka za Nas, i Mi smo vlastitim rukama zarobili cara Valerijana, prefekte pretorijanaca i senatore i časnike, sve koji su vodili vojsku, sve njih Mi smo uhvatili (vlastitim) rukama i deportirali ih u Persis. (prevedeno prema njemačkoj wikipediji . Citat je inače uzet iz Engelbert Winter/Beate Dignas, Rom und das Perserreich, Berlin 2001, S. 98.).
Šapuru I. ipak nije uspjelo prodrijeti do Sredozemnoga mora, ako je to uopće bio njegov plan vjerojatno i zato što je njegove snage vezao rimski saveznik vladara Palmire, Septimije Odenat. Šapur je očito samo htio protjerati Rimljane iz Mezopotamije i Armenije. Perzija se u ovim ratovima dokazala kao itekako opasan rimski protivnik.

## Unutarnja i vjerska politika
Šapur je bio sposoban i pravedan vladar. Podupirao je urbanizaciju i poboljšao upravu Carstva. Sam se zvao „Kralj kraljeva Irana i Neirana” čime je izrazio svoju moć i vlast. U doba njegov vladavine u Perziji nastaje Manihejizam i kralj je tu vjeru podupirao. Osnivač te religije Mani zato mu je posvetio spis Šabuhragan.
Na Šapurovu vjersku politiku kao i njegovih sinova utjecao je i reformator zoroastrizma Kartir koji je od različitih kultova stvorio jednu jedinstvenu religiju, podupiaro misionarsku djelatnosti i kasnije pozvao na progon drugih religija. No Šapur je ostao tolerantan tako da za njegove vladavine zoroastrizam nije bio državna religija.
Šapura povijest u svakom slučaju pamti kao sposobnog, uspješnog i tolerantnog vladara. S pravom ga se smatra jednim od najznačajnijih perzijskih vladara iz dinastije Sasanida.